# Juan Pablo Plata
Juan Pablo Plata Figueroa (Bogotá, 15 de marzo de 1982) es un escritor y periodista colombiano.

## Biografía
Pasó su infancia en Garzón (Huila) y se graduó del Colegio Emilio Valenzuela en Bogotá. Estudió literatura en la Universidad de los Andes, pero terminó sus estudios literarios en la Universidad Javeriana de Bogotá con un énfasis en edición. También se ha desempeñado como vendedor y curador de arte contemporáneo, arte callejero y antigüedades.
Editó la revista La movida literaria, junto a los escritores Andrés Mauricio Muñoz y Sebastián Pineda Buitrago, que suscitó una parodia en un blog (La Bobada Literaria) y polémica en las revistas El Malpensante  y Arcadia
Editó los números 40 y 41 de la revista texana y bilingüe Río Grande Review, con un anexo especial de literatura de hipermedia también bilingüe en compañía de los académicos Scott Rettberg y Leornardo Flores. Estudió una maestría de creación literaria en la Universidad de Texas en El Paso. La terminó en diciembre de 2019. 
Escribió críticas literarias para medios colombianos y mexicanos y vive entre Tuvalu, Colombia y los Estados Unidos, donde cursó una maestría en creación literaria. Ha colaborado con el diario El Tiempo, Tras la Cola de la Rata con columnas políticas, Letralia, Diario del Huila, Cuadruvio, El Espectador,   Corónica Revista Credencial del Banco de Occidente, Kienyke, Level Magazine, Léase a Plena Noche, La Matera y el Boletín Cultural y Bibliográfico del Banco de la República de Colombia. Clasificó el subgénero literario «Mortara» para nombrar obras híbridas, metaliterarias,etc., impresas y en hipertexto en su tesis de pregrado, dirigida por el escritor Jaime Alejandro Rodríguez sobre literatura electrónica y la catedral de la metaliteratura del escritor Enrique Vila-Matas. En 2018 publicó Arqueo de los días (Ibáñez editores - Uniediciones), una antología personal de periodismo con entrevistas, perfiles y crónicas.
Fue  antologado en Umpalá (Sic Editores, 2006) y en El corazón habitado. Últimos cuentos de amor en Colombia (Algaida. Colección Calambé. Grupo Anaya, 2010); Antólogo de Señales de ruta (Arango Editores, 2008) reeditada en libro digital en 2012. 
Ganó dos premios de periodismo Andiarios (página web y entrevista), un premio CPB con el colectivo periodístico «Generación invisible», además del Fondo Chikaná del Instituto Distrital de la Participación y Acción Comunal (IDPAC) de Bogotá en 2022 y obtuvo la Beca Gabo de Periodismo Cultural de 2019 - Gabo Fellowship in Cultural Journalism 2019. En 2023 obtuvo la beca de fotografía Luz, Cámara, arte de Casa Palma Hub.
En 2021 publicó su primer libro de poesía titulado Neón ocultista en que rinde homenaje a temas de (metaliteratura) y a escritores como Stefan Zweig, Antonio Machado y Walter Benjamin. Autor del libro de cuento El amor existe en Grupo Editorial Ibáñez, Colección El laberinto de Asterión, 2025.